# Vinylový kation
Vinylový kation je karbokation s kladným nábojem na alkenovém uhlíku; s empirickým vzorcem C2H +
3 . Obecněji může jít o jakýkoliv disubstitovaný trojvazný atom uhlíku, v němž nabitý atom uhlíku je součástí dvojné vazby a má hybridizaci sp. V chemické literatuře sem bývá zařazována širší skupina, než jsou jen ionty obsahující C2H +
3 .
Vinylové kationty jsou jedním z hlavních druhů reaktivních meziproduktů a mají rozmanitou reaktivitu. Vyskytují se při solvolytických reakcích a elektrofilních adicích na alkyny, kde se utvářejí protonacemi alkynů pomocí silných kyselin. Jako i jiné sp hybridizované sloučeniny mají vinylové kationty převážně lineární tvar.
K příbuzným sloučeninám patří allylové, benzylové a arylové karbokationty.

Na rozdíl od allylových (vlevo nahoře) a benzylových karbokationtů (vpravo nahoře) je nabitý atom uhlíku vinylového karbokationtu (dole) součástí dvojné vazby.

Na rozdíl od jiných reaktivních meziproduktů, jako jsou radikály a karboanionty byly vinylové kationty po dlouhou dobu málo prozkoumané a původně se předpokládalo, že mají příliš vysoké energie, než aby mohly být meziprodukty reakcí. Vinylové kationty byly jako reaktivní meziprodukty poprvé navrženy v roce 1944 pro kysele katalyzovanou hydrolýzu alkoxyacetylenů na alkylacetáty.
V prvním kroku, který určoval rychlost reakce, se měl vytvářet kation s kladným nábojem na dikoordinovaném uhlíku, jednalo se o první popsaný případ takového meziproduktu.

## Historie
Detekce vinylových kationtů se podařila až 15 let po jejich zahrnutí do reakčního mechanismu; nalezeny byly u solvolytických reakcí alfa-vinylhalogenidů.
Výzkum vinylových kationtů pokračoval v 60. letech, kdy byla získána kinetická data podporující jejich existenci; například D. Noyce popsal vytváření vinylových kationtů při kysele katalyzované hydrataci kyseliny fenylporopiolové. V kroku určujícím rychlost vznikl kladný náboj na benzylovém atomu uhlíku, což ukazovalo na průběh reakce přes vinylkation. K vysvětlení jeho tvorby posloužily hyperkonjugace a vodíkové vazby.

## Vznik

Vznik vinylového kationtu

Vinylové kationty se objevují v solvolytických reakcích, majících jako SN1 reakce kinetiku prvního řádu. Vinylhalogenidy bývají v roztocích nereaktivní: dusičnan stříbrný nesráží za jejich přítomnosti stříbrné halogenidy, což bylo používáno jako argument proti existenci vinylkationtů. Zavedení „super“ odstupujících skupin v 70. letech umožnilo tvorbu vinylových kationtů s dostatečnou životností.
Tyto skupiny, jako jsou trifláty (trifluormethansulfonáty) a nonafláty (nonafluorbutansulfonáty), snadno vstupují do SN1 reakcí. Jejich využití umožnilo potvrdit existenci vinylkationtů.

Vytváření vinylových kationtů štěpením vazeb uhlík-halogen

Byly nalezeny i další odstupující skupiny, například jodany, což jsou millionkrát lepší odstupující skupiny než běžné trifláty.
R. J. Hinkle se svými spolupracovníky připravil řadu alkenyl(aryl)jodoniových triflátů z hypervalentních fenyljodových prekurzorů. Na následujícím obrázku je vyobrazena tvorba E- a Z-vinyltriflátů heterolytickým štěpením vazeb uhlík-jod a následným zachycením kationtu triflátem. Přítomnost E- i Z- vinyltriflátových produktů podporuje předpoklad o vytváření primárních vinylových kationtů; pokud by reakce probíhala SN2 mechanismem, tak by vznikal jen jeden izomer.

Produkty fotolýzy vinyljodoniových solí (produkty případných přesmyků vinylových kationtů nejsou znázorněny)

Vinylové kationty byly rovněž vytvořeny fotochemickými solvolýzami. Na obrázku vpravo je znázorněna fotochemická solvolýza vinyljodoniové soli heterolýzou vazby uhlík-jod, za vzniku vinylkarbokationtu a jodbenzenu. Reaktivní meziprodukt se může účastnit nukleofilního ataku rozpouštědla za tvorby E- a Z-izomerů enoletheru, nebo beta-hydridové eliminace.

### Vznik cyklických vinylových kationtů
Snadnost vytváření cyklických vinylových kationtů závisí na velikosti kruhu, menší kruhy vznikají obtížněji, což je v souladu s výpočty ukazujícími, že vinylové kationty upřednostňují lineární uspořádání atomů uhlíku.
Vzhledem k vysokému kruhovému napětí u 3členných kruhů nebyl nejmenší teoreticky možný vinylový kation, cycloprop-1-enyl, dosud zachycen. SN1 solvolýza používaná na přípravu ostatních vinylových kationtů se u cykloprop-1-enylového iontu ukázal jako neúčinný.

## Struktura

Lineární a můstková struktura vinylového kationtu C_{2}H

Rezonanční struktury β-silylovaného vinylového kationtu, naznačující hyperkonjugaci; vyznačen je také vazebný úhel.

Nejjednodušší vinylový kation, C2H +
3 , má dvě možné struktury, lineární a můstkovou. Můstková je oproti lineární stabilnější, a to o 21 kJ/mol. U substituovaných vinylových iontů obsahujících alkylové skupiny je, jak bylo zjištěno pomocí 13C a 1H NMR. Prvními experimentální důkazy lineární struktury vinylových kationtů byly získány rentgenovou krystalografickou analýzou β-silylvinylových iontů. Ve vícejaderné NMR spektroskopii se objevil jeden signál 29Si NMR, což naznačuje, že oba atomy křemíku jsou rovnocenné, protože jsou po karbokationtu delokalizované prostřednictvím hyperkonjugace. Vinylový kation v infračerveném spektru vykazuje silnou absorpci na 1987 cm−1, odpovídající natahování vazby C=C+. Vazebné úhly mezi uhlíkovými atomy vinylového iontu a prvními uhlíky alkylových substituentů jsou blízké 180°.

## Stabilita

Konjugace elektronů u arylvinylového kationtu

Existence vinylových kationtů byla sporná z důvodů jejich velkých rozdílů energie oproti vinylovým prekurzorům. Jakmile byly získány stálé vinylové kationty solvolýzou vinylových sloučenin s dobrými odstupujícími skupinami, například trifláty a nonafláty, stabilizované skupinami dodávajícími elektrony, tak byl dosažen v této oblasti významný pokrok.
Jeden z prvních zkoumaných vinylových kationtů měl arylové substituenty obsahující skupiny dodávajícími elektrony. Arylvinylové sloučeniny jsou stabilizované rezonancí. Po oddělení odstupující skupiny je prázdný orbital p kolmý ke konjufovanému systému fenylového jádra, takže jeho přechodný stav dosáhne rezonanční stabilizace pouze tehdy, když je prázdný orbital p u vinylu ve stejné rovině jako p systém fenylového jádra. Přidáním sterických efektů na pozice ortho zlepší konjugaci, protože se fenylový kruh stane kolmým k vinylovým uhlíkům, ale nachází se v rovině prázdného orbitalu p.

Konjugace elektronů u dienylového kationtu

Lonjugace elektronů u allenylového kationtu

Struktury cyklopropylvinylového kationtu, nahoře rozpůlená, dole kolmá

Podobně jako arylvinylkationty jsou i odpovídající dienylové a alenylové ionty stabilizovány konjugací. I zde musí být dvojné vazby ve stejné rovině jako prázdný orbital p, aby mohlo dojít ke stabilizaci. U allenylových kationtů je kladný náboj rozmístěný po celé struktuře.

Přesmyk na vinylový kation stabilizovaný cyklopropylovou skupinou

Cyklopropylvinylové ionty jsou stabilizovány méně obvyklým způsobem. V jejich rozpůlené struktuře je dostatečný překryv prázdných p orbitalů a cyklopropylového kruhu. U kolmé struktury jsou prázdné p orbitaly ke kruhu kolmé. Stabilizace vyvolávaná cyklopropyly je zde natolik velkou termodynamickou řídící silou, že při solvolýze (E)- a (Z)-3-cyklopropyl-2-propenyltriflátů vyvolává 1,2-hydridové přesmyky.
Vliv substituentů na stabilitu vinylových kationtů
| Substituent | Stabilizace# | Elektronové efekty α-substituentu | Elektronové efekty α-substituentu | Elektronové efekty α-substituentu |
| Substituent | Stabilizace# | Indukce^                          | π-donace                          | Hyperkonjugace                    |
| -CH˭CH2     | +            | -                                 | +*                                |                                   |
| -CH3        | +            |                                   |                                   | +                                 |
| -Cl         | +            | -                                 | +*                                |                                   |
| -Br         | +            | -                                 | +*                                |                                   |
| -I          | +            | -                                 | +*                                |                                   |
| -F          | -            | -*                                | +                                 |                                   |
| -NH2        | +            | -                                 | +*                                |                                   |
| -OH         | +            | -                                 | +*                                |                                   |
| -SH         | +            | -                                 | +*                                |                                   |
| -C6H5       | +            |                                   | +*                                |                                   |
| -CF3        | -            | -                                 |                                   |                                   |
| -CH2F       | -            | -                                 |                                   |                                   |
| -NO2        | -            | -                                 |                                   |                                   |
| -C≡N        | +            | -                                 | +*                                |                                   |
| -CH2Y***    | +            | -                                 |                                   | +*                                |
| -Si(CH3)3   | +            | +                                 |                                   |                                   |
| -C(O)H      | -            | +/-**                             |                                   |                                   |
| -COOH       | -            | +/-**                             |                                   |                                   |
| -C(CH3)2OH  | +            | -                                 |                                   |                                   |
| -C≡CH       | +            | -                                 | +*                                |                                   |

^ ‘-’ odtahuje elektrony, ‘+’ dodává elektrony
# + označuje stabilizaci a - destabilizaci substituovaného vinylového kationtu oproti odpovídajícímu neutrálnímu alkenu
*označuje jev, který má největší vliv na stabilizaci nebo destabilizaci u substituentů vytvářejících více než jeden elektronový efekt
** znamená, že substituent je indukčně oddělen od karbonylového uhlíku a delokalizace elektronů není výrazná
*** Y = -F, -Cl, -Br, -I, -OH, -CN, -CF3

Označování jednoduchého vinylového kationtu

Přítomnost prázdných p orbitalů kolmých na vazby π způsobuje destabilizaci vinylových iontů. Tuto nestabilitu lze zmírnit vhodnými interakcemi s α-substituenty, které zmenšují náboj karbokationtu. Ke zkoumání stabilizačních a destabilizačních vlivů substituentů bylo použito pozorování změn entalpií, délek a řádů vazeb a struktur, společně s ab initio výpočty.

Elektronové efekty stabilizující vinylové kationty

Existují tři druhy elektronových efektů, kterými substituenty mohou ovlivňovat stabilitu vinylových kationtů. Může jít o destabilizaci dalším snížením elektronové hustoty na uhlíku nebo stabilizaci jejím zvýšením. Kladný náboj karbokationtu se může zmenšit působením nenasycených uhlíkatých nebo heteroatomových substituentů π-donací a/nebo hyperkonjugací vazeb C-H methylenovými/methylovými skupinami. Indukční efekty mohou mít stabilizační i destabilizační účinky, závisí na tom, jestli substituenty dodávají nebo odtahují elektrony. Jednotlivé elektronové efekty od sebe nelze oddělit, protože celkovou stabilitu kationtu ovlivňují všechny.

Reakce obvykle používané při výpočtech energií vinylových kationtů

Stabilitu vinylových kationtů lze srovnat s jejich neutrálními alkenovými analogy. Aby byly zjištěny stabilizační účinky α-substituentů, tak byly použity isodesmické reakce na výpočty rozdílů entalpií mezi substituovanými vinylkationty a jejich neutrálními alkenovými prekurzory jako entalpie těchto reakcí.
Na začátku byly zkoumány 4 substituenty (-CH=CH2, -F, -Cl, -CH3) a vliv jejich elektronových efektů na stabilitu vinylových kationtů. Různé α-substituenty vytvářely změny struktury kationtů oproti příslušným neutrálním alkenům; tyto změny lze připsat elektronovým efektům. Významná zkrácení vazeb C-R a C=C by naznačovala dodávání elektronů nebo indukci mezi Ca a R a Cb a Ca. Případný nárůst délky vazby Cb-H by znamenal silný vliv hyperkonjugace a termodynamickou stabilizaci iontu. Stabilizaci umožňuje dobrý překryv vazeb C-H s prázdnými p orbitaly vazeb Ca. Hyperkonjugace je přítomná u všech struktur.
Výpočty entalpií na základě isodesmických reakcí byly v souladu s experimentálními daty. Míra stabilizace se zvyšuje v tomto pořadí: -F < -Cl < -CH3 < -CH=CH2. Stabilizační účinky měly všechny substituenty kromě fluoridového, který ionty destabilizoval o přibližně 30 kJ/mol. Destabilizační účinky fluoru lze vysvětlit efekty, kterými α-fluorový substituent působí na vinylové a ethylové kationty. Ethylové kationty fluor stabilizuje. Rozdíl ve vlivu fluoru na stabilitu vinylového a ethylového kationtu je způsoben rozdílnými hybridizacemi α-uhlíků. Vinylový kation má sp-hybridizovaný uhlík, jenž je elektronegativnější a tím roste účinek indukčních efektů. Interakce elektronegativních sp-hybridizovaných atomů uhlíku s atomy fluoru strukturu destabilizují. Obdobný jev se v menší míře vyskytuje mezi –CH3 an–CH=CH2, kde -CH=CH2 stabilizuje méně.
Heteroatomy jako fluor a chlor mohou vyvolávat jak indukční efekty (odtahující elektrony), tak i π-donaci, kdy dodávají elektrony, protože mají vysoké hodnoty elektronegativity a rovněž π-elektrony. Stabilizace pak závisí na vzájemném působení těchto jevů. U fluoru převažuje indukční destabilizace a rezonance je výrazně slabší. V případě chloru je rezonance silnější než indukce a ve výsledku tak dochází ke stabilizaci.
Při navázání indukčně odtahujících/dodávajících a π-dodávajících substituentů zůstávají částečné náboje na R a Cα. Dochází také k nárůstu řádu vazby mezi Cβ=Cα a Cα-R, což odpovídá změnám v jejich délkách.
U malých substituentů nebyla pozorována žádná souvislost mezi řádem vazby a změnou rozdělení náboje na R a stabilizací vyvolanou substituentem. Stabilizace ovšem souvisela s prodlužováním vazeb Cβ-H.
Na základě výše uvedených mechanismů lze široké rozmezí α-substituentů vinylových kationtů rozdělit podle jejich elektronových efektů, na jejichž vzájemném vyvážení závisí míra stabilizace.
Substituenty s volnými elektronovými páry, jako například –NH2, -OH a –SH vinylové kationty stabilizují, protože zde π-donace převažuje nad indukčními efekty. Konjugované systémy, jako –CH=CH2 a –C6H5, stabilizují v důsledku silné π-donaci. Silně destabilizující substituenty, kam mimo jiné patří –CF3 a –NO2, vykazují pouze indukční odtahování elektronů. Slabě destabilizující substituenty, například –CN, mají slabou π-donaci, která nedokáže překonat odtahování elektronů.
Nelze plně oddělit indukční efekty heteroatomových α-substituentů, protože se objevují i jiné elektronové efekty. Indukční efekty ovšem lze zkoumat pomocí efektů vytvářených β-substituenty, kde heteroatomy mohou být od nabitého uhlíku odděleny methylenovou skupinou (-CH2Y). U –CH2Y s malou nebo žádnou π-donací jsou jen malé rozdíly mezi vlivy hyperkonjugace –CH2- skupin substituentů. Celkovou stabilitu tak převážně ovlivňují efekty β-substituentů, řízené pouze indukcí. Indukční efekty vyvolávané navázanými skupinami klesají v řadě: CN > CF3 > F > Cl > Br > OH, přičemž některé destabilizační energie jsou podobné jako u methylové skupiny.
Ve většině případů vytvářejí substituenty více než jeden stabilizující či destabilizující efekt. Indukční efekty tvořené vícenásobnými vazbami na heteroatomy jsou často překonávány π-donací stejného heteroatomu, například čistě podle β-indukce je -CN silnější než CF3, ale v důsledku pπ-donace z dusíkového atomu v CN je jeho indukce snížena. U obvyklých heteroatomových substituentů, jako jsou F, Cl, Br a OH, se stabilizace snižuje s rostoucí schopností odtahovat elektrony; přesto se stále projevuje π-donace, což je vidět na zkrácení vazby C-R.
Karbonylové substituenty bývají převážně destabilizující kvůli silnému částečnému kladnému náboji na karbonylovém uhlíku vedle vinylového kationtu a nepřítomnosti π-donace.
Působení substituentů na vinylové a ethylové kationty je vhodným prostředkem ke zkoumání stabilizačních efektů hybridizace. Vinylové kationty obecně bývají substituenty stabilizovány více než ethylové kationty, hlavně proto, že samotné vinylové kationty jsou méně stabilní. U skupin se silným indukčním odtahováním elektronů, což jsou například –F, -OH a –NH2, je indukční destabilizace výraznější na vinylových než na ethylových kationtech, jelikož vysoce elektronegativní povaha vinylových kationtů, jež jsou sp-hybridizované, oproti sp2-hybridizovaným ethylovým iontům. Oproti tomu α-Si(CH3)3 více stabilizuje vinylové kationty, protože neobsahuje π-elektrony.
Stabilizující substituenty zvyšují řády vazeb C-R, Cα=Cβ a Cβ-H. Malé nárůsty řádů vazeb byly pozorovány u –CF3, -CH2F a –CH2X, které nejsou schopné π-donace, zatímco větší změny se objevují u substituentů schopných dodávat π-elektrony, tedy CH=CH2, -I a –SH.

## Vinylové kationty jako meziprodukty chemických reakcí

### Elektrofilní adice

Schéma elektrofilního ataku na acetylen

Kysele katalyzované hydratace alkynů přes vinylkationtové meziprodukty

Vliv sousedních hydroxylových skupin na vinylové kationty

Vliv sousední koncové chloridové skupiny na pent-1-yn

Elektrofilní ataky na alleny

Vinylkationtové meziprodukty se objevují u reakcí, kde elektrofilní částice atakují nenasycené uhlovodíky. Kladně nabitý elektrofil zde reaguje s jedním z nenasycených atomů uhlíku a vytvoří vinylový kation, který následně projde dalšími reakcemi a vytvoří se konečný produkt.
V kysele katalyzovaných hydratacích arylacetylenů proton nejprve atakuje trojnou vazbu za vzniku vinylového kationtu s nábojem na arylovaném uhlíku. Tento meziprodukt se vyznačuje mírnou rezonanční stabilizací, protože konjugovaný arylový orbital je kolmý na prázdný orbital π vinylového kationtu. Reakce je prvního řádu vzhledem k acetylenu i protonu a protonace acetylenu je krokem určujícím rychlost reakce. Monosubstituované aryl/alkoxyacetyleny v kysele katalyzovaných hydratacích reagují rychleji než jejich methylované protějšky. U arylacetylenů je stabilizační vliv methylových skupin menší, než jaký vytvářejí atomy vodíku, protože se objevuje hyperkonjugace vazeb C-H; tento stabilizační trend je tak opačný než u alkylkationtů. Tato hyperkonjugace má velký význam, protože vazby C-H mívají výrazné překryvy s prázdnými π-orbitaly. Možným vysvětlením této stabilizace je také to, že vodíkové substituenty se v důsledku své menší velikosti snadněji solvatují.
Acetyleny mohou být atakovány i jinými elektrofily než protony. V případě karboxylových kyselin mohou vznikat cis/trans alkeny. Reakcemi s halogenovodíky, při nichž také dochází k protonacím, vedou ke vzniku halogenovaných alkenů. Adamantylketony mohou vznikat ataky adamantanylových kationtů na acetylen a následnou hydratací.

Produkty termodynamicky a kineticky řízených hydrohalogenací alkynů přes vinylkationtové meziprodukty

Při hydrohalogenaci fenylpropenu vznikají v důsledku termodynamických a kinetických efektů dva různé alkeny. Lineární sp-hybridizovaný kation může být atakován halogenem ve dvou různých směrech. Při ataku ze stericky méně zatížené strany (na vodíku) se vytvoří E-alken, v opačném případě vzniká Z-alkenový produkt. V krátkém časovém měřítku převládá E-izomer, protože atak z méně stíněné strany probíhá rychleji, po delší době ovšem převládne stabilnější Z-alken (s methylovými a fenylovými skupinami na opačných stranách). E-alken, jenž se tvoří ze začátku, se izomerizuje na Z-alken přes karbokation vzniklý protonací a rotací vazby C-C.
Skupiny sousedící s násobnou vazbou mohou urychlit reakce prostřednictvím vnitromolekulárních interakcí s meziprodukty. Alkyn sousedící s terciární alkoholovou skupinou vytváří jako meziprodukt čtyřčlenný cyklický vinylový kation, ve kterém kyslíkový atom hydroxylové skupiny dvojicí vazeb propojuje dva atomy uhlíku. Podobně vzniká pětičlenný chloroniový kruh z 5-chlor-pent-1-ynu. Vzniká přitom neobvykle posunutý produkt, což má za příčinu heterolýzu v poloze C5-Cl.
V elektrofilních adicích na alleny probíhají elektrofilní ataky způsobem upřednostňujícím vytváření koncových aduktů a vinylových kationtů s nábojem na centrálním uhlíku. Polarizace allenové skupiny naznačuje, že koncové uhlíky mají vyšší elektronovou hustotu a jsou náchylné k nukleofilním atakům. Pokud je ovšem koncový uhlík stabilizován vhodným substituentem, tak mohou vznikat elektrofilními ataky na centrálním uhlíku allylové ionty. Podobně jako u fenylových kruhů sousedících s vinylovými kationty je k dosažení plné rezonanční stabilizace potřebná rotace vazby.

### Přesmyky u vinylových kationtů

Hlavní druhy přesmyků vinylových kationtů

Vinylkationtové meziprodukty vzniklé v průběhu reakcí často podléhají přesmykům. Tyto přesmyky lze rozdělit do dvou skupin: přesuny na dvojné vazby a přes dvojné vazby. Do první patří 1,2-přesmyky vedoucí k tvorbě allylových kationtů, zatímco u druhého typu se vytváří jiný izomer vinylového kationtu.

1,2-hydridový přesmyk vinylového kationtu

Interakce orbitalů při přesmycích vinylových kationtů na allylové

Vinylové kationty podstupují 1,2-hydridové přesmyky na allylové (stabilizované) kationty. Tento druh přesmyku je u alkylových kationtů běžný a z hlediska NMR probíhá rychle; u vinylových kationtů je ovšem vzácný, přestože jsou produkty takových přesmyků termodynamicky stálé. Podobně jako u arylovaných vinylkationtů jsou orbitaly interagující při přeměně lineárních vinylových kationtů na nelineární allyly navzájem kolmé a reakce probíhají přes nerovinné meziprodukty, kvůli čemuž jsou přesmyky obtížně proveditelné; to se projevuje vyššímiaktivačními energiemi 1,2-hydridových přesmyků vinylových kationtů oproti kationtům alkylovým. Jako příklady reakcí, které byly pozorovány, lze uvést protonace dialkylovaných alkynů a solvolýzu ispropylvinyltrifluormethansulfonátu v trifluorethanolu.

1,2-methylový a 1,2-hydridový přesmyk na stejném vinylovém kationtu

1,2-methylový přesmyk terc-butylovaného vinylového kationtu

1,2-methylový přesmyk cyklického vinylového katuiontu

U vinylových kationtů mohou probíhat také 1,2-methylové přesmyky; podobně jako u 1,2-hydridových mají vyšší aktivační energie než v případě odpovídajících alkylových iontů. Při protonacích alkynů se mohou objevit 1,2-hydridové i 1,2-methylové přesmyky, který z nich bude převažovat, závisí na alkylovém substituentu, jenž určuje výsledný allylkationtový produkt. U terc-butylových substituentů převažují methylové přesmyky a u isopropylových přesmyky hydridové. Cyklické alkeny po solvolýze podstupují 1,2-methylové přesmyky.

Alkylové přesmyky vinylových kationtů vedoucí ke změnám cyklických řetězců

U solvolýz spiro-vinyltriflátů vznikají vinylkationtové meziprodukty soustředěnými procesy vyvolávajícími další přesmyky a výrazné změny cyklických struktur. Přesmyky vinylových kationtů je dokonce možné využít k rozšiřování kruhů.

1,2-hydridový přesmyk jednoho vinylového kationtu na jiný

Druhou skupinu přesmyků tvoří ty, kde se vinylové kationty mění na jiné, izomerní. Průběh těchto procesů záleží na použitém rozpouštědle, vlastnostech nukleofilu a funkčních skupinách navázaných na ion. U primárních vinylových kationtů jsou 1,2-hydridové přesmyky vzácné, protože tyto ionty jsou málo stabilní v důsledku slabé schopnosti vodíku dodávat elektrony. Mohou se ovšem objevit v některých vzácných případech jako je 1-methyl-2-fenylvinyltriflát, kde je příslušný vinylový kation rezonančně stabilizován.

Přesmyk halogenu u vinylového kationtu

Methylový přesmyk u vinylového kationtu

Methylový přesmyk probíhá také, když se terc-butylový kation přeměňuje na but-2-yn. Pentaallylový kation zde vzniká jedním 1,3-methylovým přesmykem nebo dvěma po sobě jdoucími 1,2-přesmyky. Přesmyky přes dvojné vazby mohou i měnit velikosti cyklů. Při solvolýze methylovaného cyklohexenyltriflátu vznikají přesmyknutý a nepřesmyknutý produkt v téměř stejných množstvích, s jen malou převahou produktu přesmyku. Produkt methylencyklopentanového přesmyku ovšem vykazuje určité pnutí.
I halogeny se mohou přesunout a stabilizovat tak vinylové kationty. Při reakci 5-chlorpentynu s kyselinou trifluoroctovou dochází současně k protonaci a 1,4-ku chloru, který vytváří můstkovou cyklickou strukturu přes čtyři atomy uhlíku. Kyselina trifluoroctová následně atakuje meziprodukt za vzniku 2-chlorpent-4-enyltrifluoracetátu; podobná reaktivita se vyskytuje i u ostatních halogenů, například fluoralkyny vytvářejí produkty se dvěma adukty.

### Vinylové kationty v pericyklických reakcích

Vinylkationtové meziprodukty pericyklických reakcí

Keteny a alleny vstupují do tepelných [2+2] cykloadicí. Tyto adice probíhají soustředěným mechanismem, protože π orbitaly substrátů jsou navzájem kolmé. Vinylkationtové meziprodukty procházejí stejným procesem, a to z toho důvodu, že obsahují dva p orbitaly, které se mohou současně překrýt s orbitaly dienofilu. V Smirnovově-Zamkowově reaguje but-2-yn s chlorem a vzniká dichlorcyklobutan. Podobně reaguje allen s kyselinou chlorovodíkovou; cykloadicí se vytváří cyklický kationtový meziprodukt, jenž je poté atakován nukleofilem za vzniku konečného produktu.